# Amt Arensharde
La comunità amministrativa di Arensharde (Amt Arensharde) si trova nel circondario di Schleswig-Flensburgo nello Schleswig-Holstein, in Germania.

## Suddivisione
Comprende 9 comuni:
1. Bollingstedt (1 400)
2. Ellingstedt (733)
3. Hollingstedt (1 017)
4. Hüsby (776)
5. Jübek (2 744)
6. Lürschau (1 081)
7. Schuby (2 728)
8. Silberstedt (2 401)
9. Treia (1 603)

Il capoluogo è Silberstedt.
(Tra parentesi i dati della popolazione al 31 dicembre 2021)